# Nuestra Señora de la Concepción (San Cristóbal de La Laguna)
La imagen de Nuestra Señora de la Concepción es una popular imagen que representa a la Santísima Virgen María en su advocación de la Inmaculada Concepción que se venera en la Parroquia Matriz de la Concepción en la ciudad de San Cristóbal de La Laguna de la isla de Tenerife (Islas Canarias, España). 
Es una de las imágenes más veneradas de la ciudad y fue declarada Alcaldesa Honoraria y Perpetua de la ciudad de San Cristóbal de La Laguna en 1954. La Concepción es además la compatrona de La Laguna.

## Historia
La Iglesia de la Concepción es la parroquia más antigua de la isla de Tenerife y a su vez la parroquia denominada matriz, pues, de ella salieron  todas las demás. Desde 1532 la Virgen de la Concepción cuenta con una cofradía cargada de títulos y de historia, como una imagen que, por supuesto, no es la primitiva.
De esta primitiva imagen poco se sabe, aunque una antigua leyenda popular decía que esta imagen original fue una "de las que en España se hicieron a petición del Santo Rey San Fernando, quando los Ángeles hicieron la de Nuestra Señora de los Reyes de Sevilla". También se sabe que ante esta primitiva talla se celebraron grandes acontecimientos marianos anteriores a la definición del Dogma de la Inmaculada Concepción, entre ellos la declaración de la Inmaculada Concepción como Patrona de España, de las Indias y de todos sus reinos, otorgado por el Papa Clemente XIII, a solicitud del Rey Carlos III.
La imagen actual de la Inmaculada Concepción fue tallada por el escultor Fernando Estévez en 1847. La talla es de candelero para vestir y de tamaño natural, la Purísima se presenta a la veneración de los fieles vestida con ricos mantos celestes que sólo permiten verle la cabeza y las manos, que une sobre el pecho en señal de suprema oración. Porta la corona imperial con la que fue coronada en 1954. La imagen de la Concepción se encuentra situada en un bello camarín en el altar mayor de la Iglesia de la Concepción, la talla se muestra enmarcada en un espléndido trono baldaquino de plata repujada.
Actualmente la Pontificia, Imperial, Real y Venerable Hermandad de la Purísima Concepción es la encargada de la imagen de la Virgen y de su culto. Esta cofradía fue en 1757 agregada a la Hermandad de la Purísima Concepción de la Basílica de San Lorenzo Extramuros de Roma.
La Inmaculada Concepción es la compatrona de la ciudad de San Cristóbal de La Laguna junto al compatrono San Juan Bautista, ya que la Virgen de los Remedios y San Cristóbal son los patrones de la ciudad y la Virgen de los Remedios también de la Diócesis Nivariense. Históricamente, la Inmaculada Concepción siempre ha sido considerada como la imagen mariana más venerada de la "Ciudad de Los Adelantados" tras la citada Virgen de los Remedios.

### Coronación Canónica Pontificia
Transcurridos varios siglos de fervor a la venerada imagen de la Purísima y en conmemoración de los 100 años de la proclamación del Dogma de la Inmaculada Concepción, en el año 1954 es Coronada canónicamente por el obispo Don Domingo Pérez Cáceres, mediante bula pontificia del Papa Pío XII, luego de haber recorrido la imagen todas las parroquias del Arciprestazgo de La Laguna en solemne peregrinación y visita eminentemente parroquiana. La imagen fue solemnemente coronada el día 5 de diciembre de ese año en la populosa Plaza del Cristo de La Laguna. 
La Inmaculada lagunera se convirtió en la segunda imagen mariana en ser Coronada canónicamente en la isla de Tenerife, tras la Virgen de Candelaria (1889). Además, fue una de las primeras en el Archipiélago Canario en ser coronada de rango pontificio, es decir, por mandato expreso del Papa de Roma, así como también una de las primeras imágenes de la Inmaculada en ser Coronada canónicamente en España. En la Diócesis de Tenerife se encuentran también Coronadas canónicamente la Inmaculada Concepción de Valverde (El Hierro) desde 1953 y desde 1999, la imagen de la Inmaculada Concepción que se venera en la Iglesia Matriz de la Concepción de Santa Cruz de Tenerife, siendo la de Tenerife también una de las pocas diócesis españolas que tienen tres imágenes concepcionistas Coronadas canónicamente.
Por aquellas fechas la Corporación de San Cristóbal de La Laguna acuerda nombrar a la venerada imagen de La Concepción, Alcaldesa Honoraria de la ciudad, teniendo la Corporación en Pleno y bajo mazas la obligación de asistir a la solemne función religiosa que se celebre anualmente, el día 8 de diciembre y entregándose por el alcalde, el bastón de mando que es colocado en la base de las andas de baldaquino de plata repujada, quedando la misma situada en las manos orantes de la imagen.

## Peregrinaciones recientes de la imagen

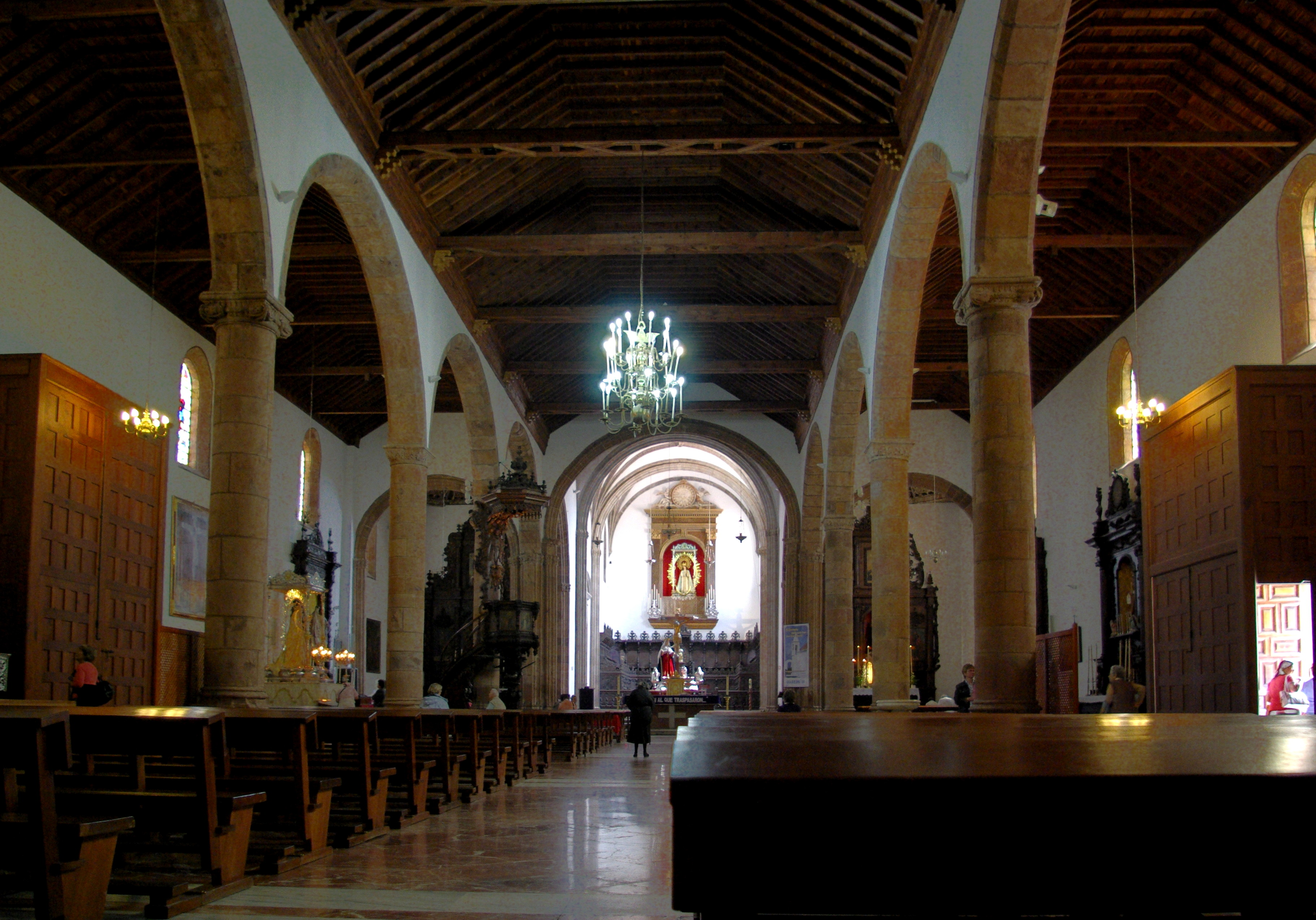
Interior de la Iglesia de la Concepción, al fondo, en el altar mayor se encuentra la imagen de la Virgen Inmaculada.

Al margen de las peregrinaciones realizadas con la imagen en épocas antiguas, sobre todo relacionadas con rogativas. Recientemente la imagen de la Purísima lagunera ha realizado peregrinaciones extraordinarias para conmemorar diferentes acontecimientos pastorales:

### 60 aniversario de la Coronación
El 5 de diciembre de 2014, la imagen de la Inmaculada fue trasladada en solemne procesión desde su templo a la Santa Iglesia Catedral de La Laguna acompañada de su cofradía. El motivo fue el de conmemorar el 60 aniversario de la Coronación canónica de la Virgen y el de ganar el Jubileo en el centenario del Templo Catedralicio, con motivo de su reapertura al culto tras su restauración.

### Visita al Polígono Padre Anchieta y al barrio de San Diego
El 23 de noviembre de 2018, la imagen se trasladó hasta el Polígono Padre Anchieta y al siguiente día al lagunero barrio de San Diego. La primera noche pernoctó en el centro ciudadano Las Madres de Anchieta y la segunda en la Ermita de San Diego del Monte. Se trató de una visita histórica puesto que hasta entonces la venerada imagen no había visitado jamás estos barrios.

### Gran Procesión extraordinaria de 2025
Con motivo del Jubileo Diocesano de las Hermandades y Cofradías enmarcado en el año santo jubilar universal de 2025, tuvo lugar el 18 de mayo de ese año en la ciudad de San Cristóbal de La Laguna, capital episcopal Nivariense, una gran e histórica Procesión Extraordinaria de nueve imágenes religiosas de gran devoción en toda la diócesis.
Entre ellas, la Virgen de los Remedios (patrona de la ciudad, de la isla y de la diócesis); San Cristóbal (patrono de la ciudad y titular de la diócesis); Santo Hermano Pedro de Betancur (primer santo de origen canario); San José de Anchieta (segundo santo canario, nacido en La Laguna); San Miguel Arcángel (compatrono de la ciudad y patrón de Tenerife); San Juan Bautista (compatrono de la ciudad); San Benito Abad (patrono de los campos de Tenerife); Inmaculada Concepción (alcaldesa honoraria de la ciudad); y el Santísimo Cristo de La Laguna (imagen de Jesucristo más venerada en Canarias).
Se trata de un hecho histórico, pues fue la primera vez que estas imágenes procesionaban juntas por las calles de la ciudad. A este evento concurrieron hermandades y cofradías provenientes de toda la diócesis.

## Fiestas
Cada 8 de diciembre se celebra la Fiesta de la Inmaculada Concepción, aunque los festejos conmemorativos empiezan desde días antes.
En esta fiesta destaca la "procesión de las candelas o de las antorchas" celebrada el día 7 por los alrededores del templo concepcionista. Al día siguiente (el Día Grande) se realiza la solemne misa pontifical presidida por el Obispo de Tenerife. A la solemne Pontifical asisten además del Ayuntamiento en Pleno, las autoridades civiles y militares. Asisten representaciones de las diferentes instituciones de la ciudad, representantes consulares del Cuerpo Superior de Policía y la Junta de Hermandades y cofradías en pleno. Asiste asimismo una numerosa representación de la Asamblea Local de la Cruz Roja Española, de la que también es Patrona la Purísima Concepción.
Durante la eucaristía el alcalde le entrega a la venerada imagen el bastón de mando que es colocado en la base de las andas de baldaquino de plata repujada. Tras la entrega del bastón de mando tiene lugar la procesión de la imagen por las calles del casco antiguo, a su término el bastón de mando es nuevamente entregado al alcalde.